# Rie Ahm Hugger
Rie Ahm Hugger født 28. februar 1982 i Mombasa, Kenya, er en dansk bokser, som i 2014 blev dansk mester i letvægt. Hun er formand for Olympia i Odense.
Rie Ahm Hugger er primært opvokset i Danmark, men har som barn boet fem år i Mozambique, hvor hendes forældre var udstationerede for DANIDA. Hun taler flydende dansk, engelsk og portugisisk. 
Rie Ahm Hugger var gift med Anders Hugger (1981-2015).
|  | Artiklen om Rie Ahm Hugger kan blive bedre, hvis der indsættes et (bedre) billede Du kan hjælpe ved at afsøge Wikimedia Commons for et passende billede eller uploade et godt billede til Wikimedia Commons iht. de tilladte licenser og indsætte det i artiklen. |